# Comonomère
Les comonomères sont les molécules de départ relativement simples (petites) qui peuvent se lier de façon covalente les unes aux autres lors d'une copolymérisation. Elles sont nécessaires à la synthèse d'un copolymère. Un copolymère est issu d'au moins deux comonomères. Les caractéristiques des matériaux dépendent de la nature et du taux de « comonomère » (en toute rigueur, du taux d'unités correspondantes).

## Exemple

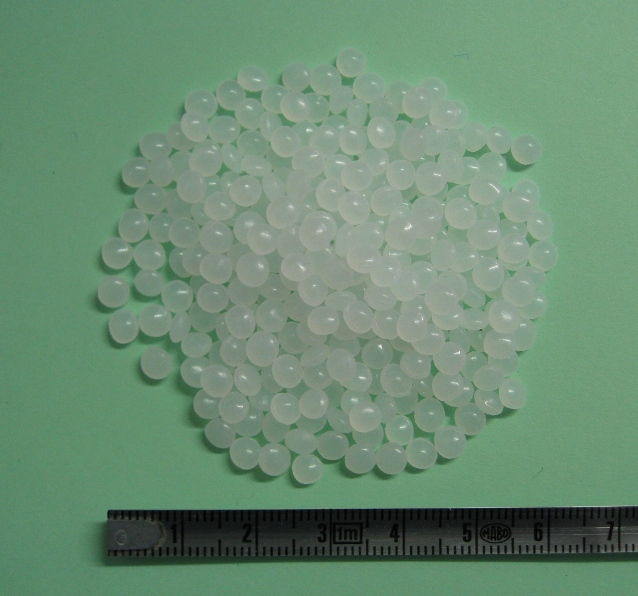
Granulés de PEBDL, un polymère important.

Le polyéthylène à basse densité linéaire (PEBDL) est obtenu en copolymérisant l'éthylène avec le plus souvent les comonomères propène et butène, qui sont deux alcènes supérieurs. Le taux de cristallinité (lié à la densité) des PEBDL dépend de la simple modification du taux de comonomère. Les copolymères à taux élevé de co-α-oléfines sont amorphes ; exemple : l'éthylène-propylène (EP), pour lequel la co-α-oléfine est le propène. L'EPDM comporte en plus quelques motifs d'un comonomère diénique.